# Fanny Schoonheyt
Fanny Schoonheyt (15. června 1912 v Rotterdamu – 23. prosince 1961 tamtéž) byla nizozemská fotografka a především odbojářka během španělské občanské války, kde bojovala na straně republikánů – je považována za jedinou ženu, která se bojů zúčastnila. To ji proslavilo ve španělských i nizozemských kruzích jako „královnu kulometu“.

## Životopis
Fanny se narodila jako jediná dcera obchodníka Julese Alphonse Schoonheyta a majitelky šicího studia Johanny rozené Gehring ve Vestfálsku v Isselhorstu. Její profesionální kariéra začala jako sekretářka nizozemského deníku Nieuwe Rotterdamsche Courant.
Na konci roku 1934 se rozhodla opustit rodnou zemi. Přestěhovala se do Španělska a žila ve starém městě v Barceloně. Pracovala tam jako zahraniční korespondentka. Kvůli převládajícím fašistickým proudům se Schoonheyt, stále více obracející k antifašismu, připojil k PSUC (Partit Socialista Unificat de Catalunya – „Socialistická jednotná strana Katalánska“). Z této motivace se připojila k odbojové vzpouře proti Francovu režimu.
Poté, co Francovy jednotky v roce 1939 zvítězily, se rozhodla přestěhovat do Dominikánské republiky. Tam se v roce 1940 narodila jejich jediná dcera. V roce 1947 byla deportována. Poté žila v Curaçao až do roku 1957. Pod jménem Fanny Lopez vybudovala kariéru fotografky. Následoval návrat domů do Nizozemska. V roce 1961 tam zemřela na infarkt.